# شهرستان جزین
شهرستان جزین (به عربی: قضاء جزین) یک سکونتگاه مسکونی در لبنان است که در استان جنوبی لبنان واقع شده‌است.

## خصوصیات
شهرستان جزین ۲۴۱ کیلومترمربع مساحت و ۱۵٬۰۰۰ نفر جمعیت دارد.